# Купцов, Василий Васильевич
Василий Васильевич Купцов (1899—1935) — советский художник, «мастер-исследователь» школы Филонова.

## Биография
Родился в семье сапожника в Пскове в 1899 году. В 1913 году поступил на мозаичное отделение Псковской художественно-промышленной школы им. Н. Ф. Фан-дер-Флита, где сразу приобрёл репутацию талантливого ученика. По окончании школы в 1918 году «с наградой и похвалой за практические занятия в мастерских» Купцов был оставлен при мозаичной мастерской в качестве мастера-наставника практических работ, но в 1921 году уехал по направлению Губоно в Петроград для продолжения художественного образования. В 1922—1926 годах учился во ВХУТЕМАС-ВХУТЕИН у А. Е. Карева. Жил и работал в Ленинграде.
В 1920-х годах на Купцова повлияло творчество художника Павла Филонова, создателя революционного «аналитического метода», перевернувшего прежние представления об искусстве. Являясь страстным приверженцем художественно-философской системы Филонова, Купцов не был бездумным подражателем и в ряду его учеников занимал особое место «мастера-исследователя.
В связи с гонениями на Филонова и его приверженцев художник стал объектом внимания компетентных органов. В октябре 1935 года у Купцова был произведён обыск. 24 октября, не выдержав напряжения в ожидании предполагаемого ареста, страдающий алкогольной зависимостью художник покончил с собой (повесился).
28 октября в вечернем выпуске «Красной газеты» был опубликован некролог, в котором сообщалось, что в последнее время Купцов работал над большой картиной «Штурм богов (Дирижабль Циолковского в небе)», а для выставки «Индустрия социализма» он подал творческую заявку на картину «Большевики штурмуют небо» и уже начал делать эскизы.

## Творческое наследие
Около 150 работ художника после его смерти перевезли на родину, в Псков. В годы Великой Отечественной войны город был оккупирован, а музей, где хранились картины, разграблен. Исчезли все работы Купцова, за исключением нескольких.
Излюбленной темой Василия Купцова была авиация. До настоящего времени сохранились три полотна художника на эту тему: «Самолеты. Аэросев», 1931 год (Псковский музей-заповедник), «АНТ-20 Максим Горький», 1934 год (Государственный Русский музей) и «Дирижабль. Воздушный флот на службе соцстроительства», 1933 год (Музей вооруженных сил России, Москва).

## Избранные работы

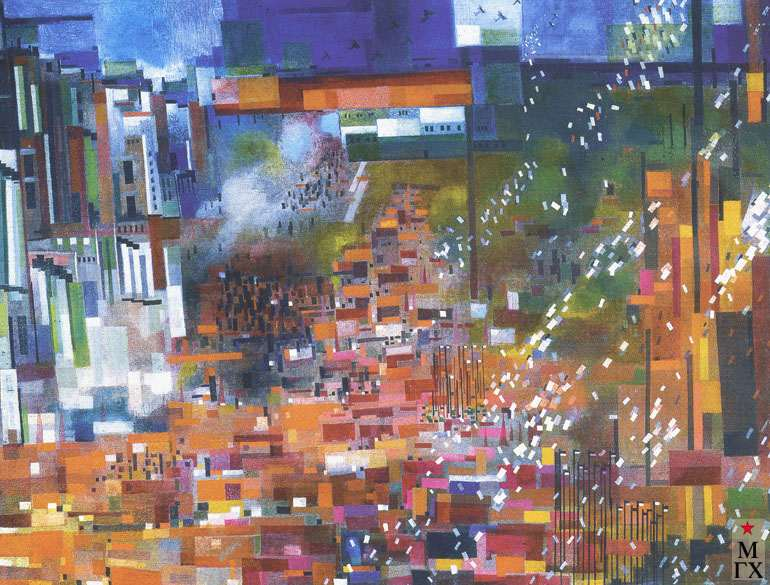
Первое мая, 1929. Холст, масло. 52,5 х 70,7 см.
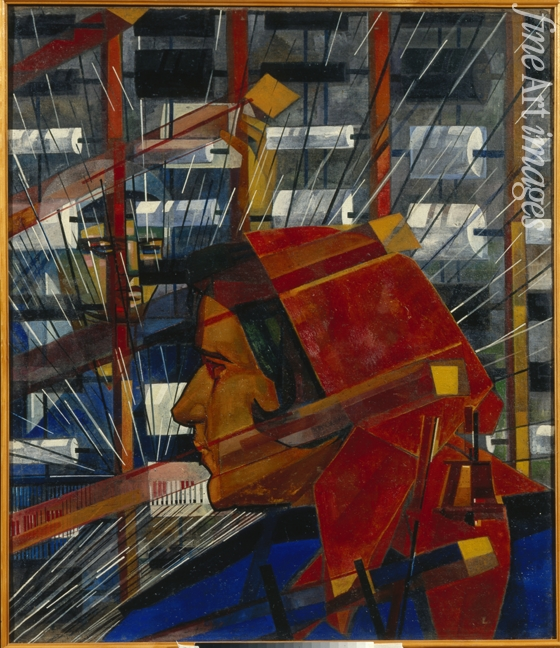
Ткачиха, 1930-е. Холст, масло. 120 х 90 см.
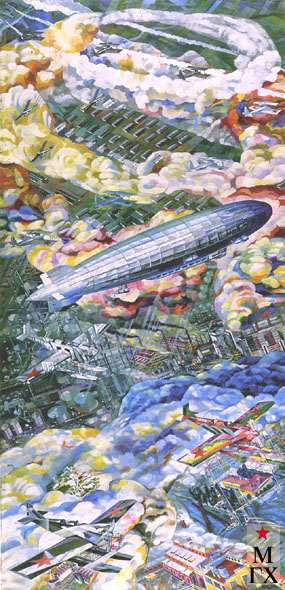
Дирижабль, 1932-1933. Холст, масло. 280 × 130 см.
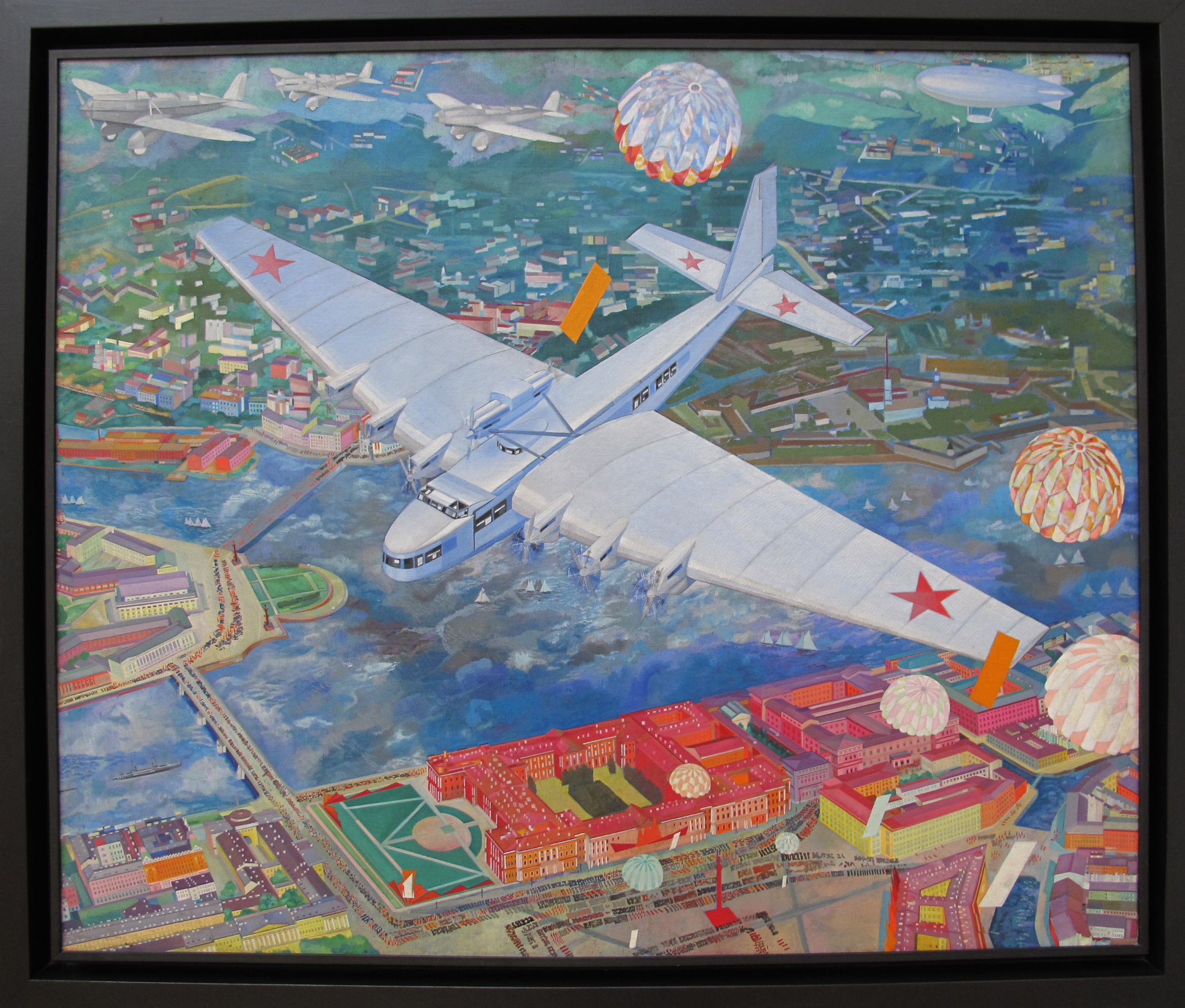
АНТ-20 "Максим Горький", 1934. Холст, масло. 110 × 131 см.